# UBIGEO
UBIGEO (Spaniolă: Código Ubicacíon Geográfica) este un sistem de codare național pentru locații geografice folosit în statul Peru (din America de Sud) de către Institutul Național de Statistică (Spaniolă: Instituto Nacional de Estadística e Informática INEI ). Sistemul este folosit pentru codarea subdiviziunilor de nivelul întâi: regiunile (Spaniolă: regiones, singular: región), de nivel secundar: provinciile (Spaniolă: provincias, singular: provincia) și de nivel terțiar: districtele (Spaniolă: distritos, singular: distrito).

## Sintaxă
Sistemul de codificare folosește numere formate din două cifre, care cresc odată cu nivelul subdiviziunii. Primul nivel începe numărătoarea de la codul 01, adică regiunea Amazonas și continuă în ordine alfabetică până la 25, pentru regiunea Ucayali. Regiunile adiționale vor fi adăugate la sfârșitul listei, începând cu primul număr disponibil.
Al doilea nivel începe cu codul 0101 pentru prima provincie din prima regiune (Amazonas), adică provincia Chachapoyas și continuă până la 2504 pentru ultima provincie, Purús din ultima regiune (Ucayali). 
Al treilea nivel începe cu codul 010101 pentru primul district din prima provincie din prima regiune (Amazonas), adică districtul Chachapoyas și continuă până la 250401 pentru ultimul district din ultima provincie a ultimelei regiuni: Purús. 
| 01 | Amazonas      | 01 02 03 04 05 06 07 08 09 10 11 12 13 14 15 16 17 18 19 20 21 22 23 24 25 |
| 02 | Ancash        | 01 02 03 04 05 06 07 08 09 10 11 12 13 14 15 16 17 18 19 20 21 22 23 24 25 |
| 03 | Apurímac      | 01 02 03 04 05 06 07 08 09 10 11 12 13 14 15 16 17 18 19 20 21 22 23 24 25 |
| 04 | Arequipa      | 01 02 03 04 05 06 07 08 09 10 11 12 13 14 15 16 17 18 19 20 21 22 23 24 25 |
| 05 | Ayacucho      | 01 02 03 04 05 06 07 08 09 10 11 12 13 14 15 16 17 18 19 20 21 22 23 24 25 |
| 06 | Cajamarca     | 01 02 03 04 05 06 07 08 09 10 11 12 13 14 15 16 17 18 19 20 21 22 23 24 25 |
| 07 | Callao        | 01 02 03 04 05 06 07 08 09 10 11 12 13 14 15 16 17 18 19 20 21 22 23 24 25 |
| 08 | Cusco         | 01 02 03 04 05 06 07 08 09 10 11 12 13 14 15 16 17 18 19 20 21 22 23 24 25 |
| 09 | Huancavelica  | 01 02 03 04 05 06 07 08 09 10 11 12 13 14 15 16 17 18 19 20 21 22 23 24 25 |
| 10 | Huánuco       | 01 02 03 04 05 06 07 08 09 10 11 12 13 14 15 16 17 18 19 20 21 22 23 24 25 |
| 11 | Ica           | 01 02 03 04 05 06 07 08 09 10 11 12 13 14 15 16 17 18 19 20 21 22 23 24 25 |
| 12 | Junín         | 01 02 03 04 05 06 07 08 09 10 11 12 13 14 15 16 17 18 19 20 21 22 23 24 25 |
| 13 | La Libertad   | 01 02 03 04 05 06 07 08 09 10 11 12 13 14 15 16 17 18 19 20 21 22 23 24 25 |
| 14 | Lambayeque    | 01 02 03 04 05 06 07 08 09 10 11 12 13 14 15 16 17 18 19 20 21 22 23 24 25 |
| 15 | Lima          | 01 02 03 04 05 06 07 08 09 10 11 12 13 14 15 16 17 18 19 20 21 22 23 24 25 |
| 16 | Loreto        | 01 02 03 04 05 06 07 08 09 10 11 12 13 14 15 16 17 18 19 20 21 22 23 24 25 |
| 17 | Madre de Dios | 01 02 03 04 05 06 07 08 09 10 11 12 13 14 15 16 17 18 19 20 21 22 23 24 25 |
| 18 | Moquegua      | 01 02 03 04 05 06 07 08 09 10 11 12 13 14 15 16 17 18 19 20 21 22 23 24 25 |
| 19 | Pasco         | 01 02 03 04 05 06 07 08 09 10 11 12 13 14 15 16 17 18 19 20 21 22 23 24 25 |
| 20 | Piura         | 01 02 03 04 05 06 07 08 09 10 11 12 13 14 15 16 17 18 19 20 21 22 23 24 25 |
| 21 | Puno          | 01 02 03 04 05 06 07 08 09 10 11 12 13 14 15 16 17 18 19 20 21 22 23 24 25 |
| 22 | San Martín    | 01 02 03 04 05 06 07 08 09 10 11 12 13 14 15 16 17 18 19 20 21 22 23 24 25 |
| 23 | Tacna         | 01 02 03 04 05 06 07 08 09 10 11 12 13 14 15 16 17 18 19 20 21 22 23 24 25 |
| 24 | Tumbes        | 01 02 03 04 05 06 07 08 09 10 11 12 13 14 15 16 17 18 19 20 21 22 23 24 25 |
| 25 | Ucayali       | 01 02 03 04 05 06 07 08 09 10 11 12 13 14 15 16 17 18 19 20 21 22 23 24 25 |

## Exemple

### Regiuni
- 01 Amazonas
- 02 Ancash
- 03 Apurímac

### Provincii
- 0101 Chachapoyas din regiunea Amazonas.
- 0102 Bagua din regiunea Amazonas.
- 0103 Bongará din regiunea Amazonas.
- 0104 Condorcanqui din regiunea Amazonas.
- 0105 Luya din regiunea Amazonas.
- 0106 Rodríguez de Mendoza din regiunea Amazonas.
- 0107 Utcubamba din regiunea Amazonas.
- 0201 Huaraz din regiunea Ancash.

### Districte
- 010101 Chachapoyas din provincia Chachapoyas.
- 010102 Asunción din provincia Chachapoyas.
- 010103 Balsas din provincia Chachapoyas.
- 010104 Cheto din provincia Chachapoyas.
- 010105 Chiliquín din provincia Chachapoyas.